# الحشاشي (المخادر)

تعديل مصدري - تعديل

الحشاشي هي إحدى قرى عزلة المعشار بمديرية المخادر التابعة لمحافظة إب، بلغ تعداد سكانها 160 نسمة حسب تعداد اليمن لعام 2004.